# 拉多什夫卡 (伊賈斯拉夫區)

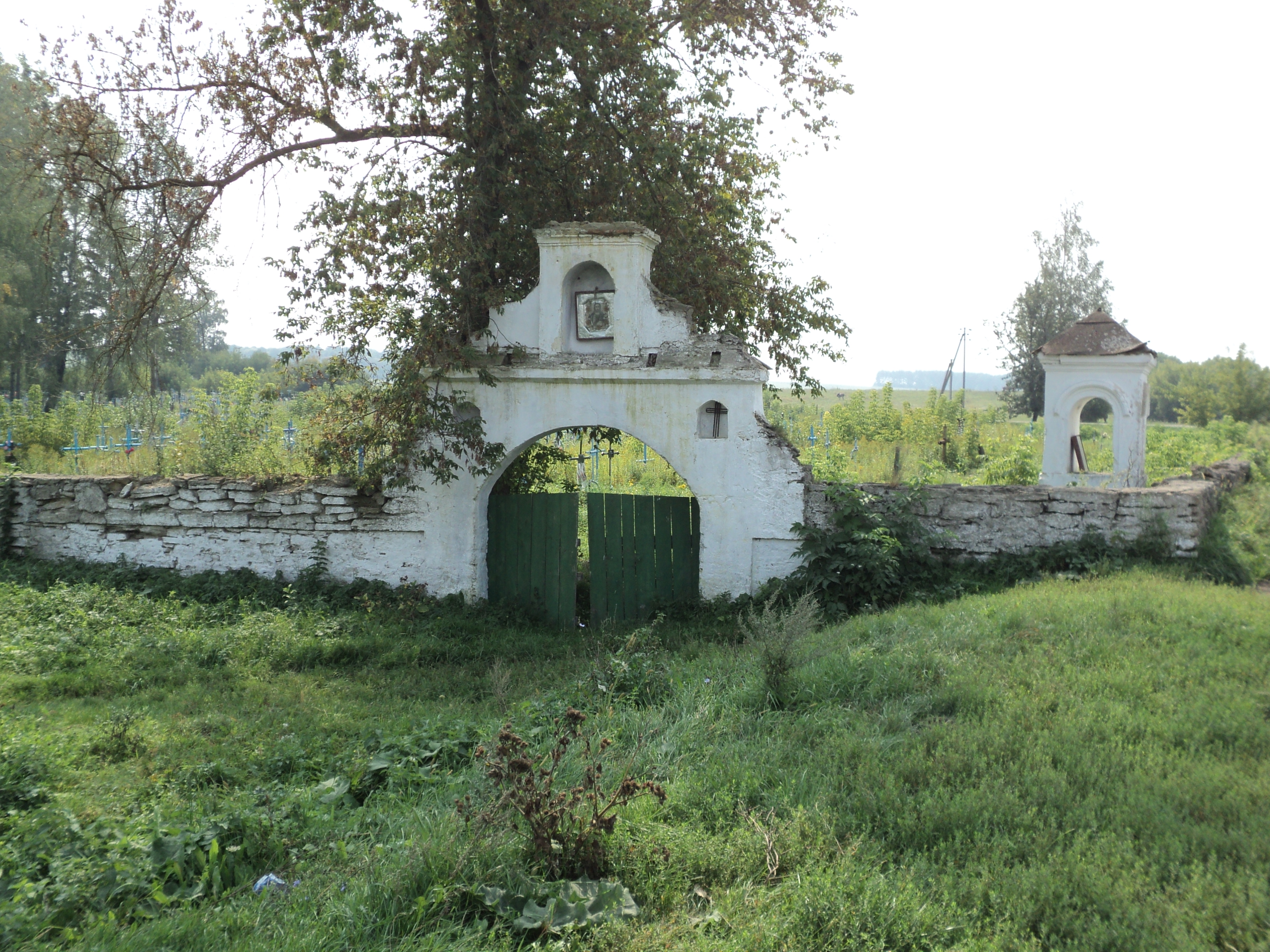

拉多什夫卡（烏克蘭語：Радошівка），是烏克蘭西部的村莊，隸屬赫梅利尼茨基州的舍佩蒂夫卡區。該村始建於1520年，面積6.84平方公里，海拔高度236米，2001年人口1,679，人口密度每平方公里245.6人。
50°10′54″N 26°53′4″E / 50.18167°N 26.88444°E